# Androgenokänslighet
Androgenokänslighet är ett medicinskt tillstånd som innebär att personer med manlig kromosomuppsättning inte kan ta upp manligt könshormon, androgener. Detta innebär att barn som föds med detta tillstånd utvecklar yttre kvinnliga könsattribut, trots normal produktion av manligt könshormon.
Okänsligheten kan vara antingen total eller partiell. Vid total androgenokänslighet utvecklar personen normala kvinnliga attribut, men vid partiell androgenokänslighet kan de yttre könsorganens femininitet variera beroende på graden av androgenokänslighet. Detta kan exempelvis leda till att urinrören mynnar felaktigt, så kallad hypospadi. Vid total androgenokänslighet är individen steril, då inga manliga könsorgan utvecklats, och någon livmoder inte heller återfinns i kroppen
Okänsligheten orsakas vanligtvis av att de receptorer som ska ta upp androgener inte fungerar som de ska, som följd av en DNA-mutation. Vid partiell androgenokänslighet är en del, men inte alla, androgenoreceptorer i kroppen dysfunktionella. Vid total androgenokänslighet fungerar ingen androgenreceptor som de ska. Samband mellan arvsanslag och partiell androgenokänslighet har dock bara påvisats i hälften av de undersökta fall som gjorts, vilket innebär att det sannolikt finns fler faktorer som kan göra att en individ föds med partiell androgenokänslighet.
Androgenokänslighet är till hög grad ärftligt. Okänsligheten återfinns hos mellan 1 och 5 barn per 100 000.